# De Havilland DH.87 Hornet Moth
Dimensions
Le de Havilland DH.87 Hornet Moth est un avion biplan monomoteur conçu par de Havilland Aircraft Company, dont le premier vol date de 1934. Conçu essentiellement pour l'instruction au pilotage, il possède deux places côte à côte dans une cabine fermée.

## Conception
Le Hornet Moth est conçu comme successeur potentiel du DH.60 Moth et du DH.82 Tiger Moth, des avions utilisés principalement pour l'instruction initiale au pilotage, aussi bien dans le monde militaire que pour les civils. Il s'en distingue principalement par la configuration du poste de pilotage : deux places côte à côte dans une cabine fermée, au lieu de deux cockpits ouverts en tandem.

## Utilisation
N'étant pas adopté par la RAF ni par d'autres forces armées, le DH.87 connait une production modeste (165 exemplaires) pour des clients privés. Ces avions font preuve d'une excellente longévité, 13 exemplaires étaient toujours en circulation en 2017.